# Епархия Ангры
Епархия Ангры (лат. Dioecesis Angrensis) — епархия Римско-Католической церкви с центром в городе Ангра-ду-Эроижму, Португалия. Епархия Ангры входит в патриархат Лиссабона. Кафедральным собором епархии Ангры является Собор Святейшего Спасителя.

## История
3 ноября 1534 года Римский папа Павел II издал буллу «Aequum reputamus», которой учредил епархию Ангры, выделив её из архиепархии Фуншала (сегодня — Епархия Фуншала). 3 июля 1551 года епархия Ангры вступила в митрополию Лиссабона.

## Ординарии епархии
- епископ Агоштинью Рибейру (5.11.1534 — 1540);
- епископ Родригу Пиньейру (24.09.1540 — 1552);
- епископ Жорже де Сантьягу (24.08.1552 — 26.10.1561);
  - Sede vacante (1561—1564);
- епископ Мануэл де Алмада (1564 — 26.09.1567);
- епископ Нуну Алвареш Перейра (1568 — 20.08.1570);
- епископ Гашпар де Фария (1571 — 19.03.1576);
- епископ Педру де Каштилью (4.07.1578 — 3.06.1583);
- епископ Мануэл де Говея (1584 — 4.11.1596);
  - Sede vacante (1596—1600);
- епископ Жерониму Тейшейра Кабрал (1600 — 14.05.1612);
- епископ Агоштинью Рибейру (29.07.1613 — 12.07.1621);
- епископ Педру да Кошта † (1623 — 9.09.1625);
- епископ Жуан Пимента де Абреу (2.01.1626 — 28.12.1632);
- епископ Антониу да Ресуррейсан (10.07.1635 — 8.04.1637);
  - Sede vacante (1637—1671);
- епископ Лоренсу де Каштру (18.05.1671 — 1681);
- епископ Жуан душ Празереш (8.03.1683 — 1.02.1685);
- епископ Мануэл да Нативидаде (8.03.1686 — 18.03.1686);
- епископ Клементе Виейра (24.11.1687 — 24.09.1692)
- епископ Антониу Виейра Лейтан (23.11.1693 — 22.05.1714);
  - Sede vacante (1714—1718);
- епископ Жуан де Бриту-и-Вашконселуш (1718 — 29.11.1718);
- епископ Мануэл Алвареш да Кошта (20.01.1721 — 10.01.1733);
  - Sede vacante (1733—1738);
- епископ Валериу ду Сакраменту (27.07.1738 — 1757);
- епископ Антониу Каэтану да Роша (19.07.1758 — 21.06.1772);
- епископ Жуан Марселину душ Сантуш Омен Апарисиу (24.02.1774 — 21.05.1782);
- епископ Жозе да Аве-Мария Лейте да Кошта-и-Силва (24.08.1782 — 30.10.1799);
- епископ Жозе Пегаду де Азеведу (10.07.1801 — 19.06.1812);
  - Sede vacante (1812—1815);
- епископ Алешандре да Саграда Фамилия Феррейра да Силва (18.12.1815 — 23.04.1818);
- епископ Мануэл Николау де Алмейда (3.05.1819 — 11.10.1825);
- епископ Эштеван де Жезуш Мария (28.01.1828 — 28.07.1870);
- епископ Жуан Перейра Ботелью де Амарал-и-Пиментел (22.12.1871 — 27.01.1889);
- епископ Франсишку Мария ду Праду Ласерда (27.01.1889 — 23.02.1892);
- епископ Франсишку Жозе Рибейру Виейра-и-Бриту (27.02.1892 — 9.06.1902);
- епископ Жозе Мануэл де Карвалью (9.06.1902 — 24.04.1904);
- епископ Жозе Коррея Кардозу Монтейру (10.03.1905 — 20.06.1910);
- епископ Мануэл Дамашсену да Кошта (2.10.1914 — 27.01.1922);
- епископ Антониу Аугушту де Каштру Мейрелеш (20.12.1923 — 20.06.1928);
- епископ Гильерме Аугушту Инасиу да Кунья Гимарайнш (20.06.1928 — 17.06.1957);
- епископ Мануэл Афонсу де Карвалью (17.06.1957 — 13.12.1978);
- епископ Аурелиу Гранада Эшкудейру (30.06.1979 — 9.04.1996);
- епископ Антониу де Соуза Брага (9.04.1996 — 15.03.2016);
- епископ Жуан Эванжелишта Пиментел Лаврадор (15.03.2016 — 21.09.2021);
- епископ Арманду Эштевеш Домингеш (04.11.2022 — по настоящее время).

## Источник
- Annuario Pontificio, Libreria Editrice Vaticana, Città del Vaticano, 2003, ISBN 88-209-7422-3
- Bolla Aequum reputamus, Bullarium patronatus Portugalliae regum, Tomus I, стр. 159-163